# Tallcinnoberbagge
Tallcinnoberbagge (Cucujus haematodes) är en skalbaggsart som beskrevs av Wilhelm Ferdinand Erichson 1845. Tallcinnoberbagge ingår i släktet Cucujus, och familjen plattbaggar. Enligt den finländska rödlistan är arten nationellt utdöd i Finland. Arten har ej påträffats i Sverige. Artens livsmiljö är naturmoskogar.